# Tanaodema porrectum
Tanaodema porrectum är en tvåvingeart som beskrevs av Hardy 1987. Tanaodema porrectum ingår i släktet Tanaodema och familjen borrflugor. Inga underarter finns listade i Catalogue of Life.